# Jodi Huisentruit
Jodi Sue Huisentruit (née le 5 juin 1968 - déclarée légalement morte en mai 2001) est une présentatrice de télévision américaine pour KIMT (en), la filiale de CBS à Mason City, Iowa. Jodi Huisentruit disparaît au petit matin du 27 juin 1995, peu de temps après avoir dit à une collègue qu'elle se rendait au travail. Comme il y avait des signes de lutte devant son appartement, les soupçons se penchent vers un enlèvement. Jodi Huisentruit est déclarée légalement morte le 14 mai 2001.

## Jeunesse
Jodi Huisentruit est née et a grandi à Long Prairie, Minnesota, la plus jeune fille de Maurice Nicholas Huisentruit (1920-1982) et Imogene L. « Jane » Huisentruit (née Anderson, 1923-2014). Au lycée, Huisentruit excelle au golf ; considérée comme un talent prometteur, elle et son équipe remportent le tournoi d'État de classe A en 1985 et 1986. Après le lycée, elle part pour l'Université d'État de Saint Cloud, où elle étudie la communication de masse et la communication vocale, et obtient son baccalauréat en 1990. Le premier emploi de Jodi Huisentruit après l'obtention de son diplôme est chez Northwest Airlines.
En 1993, elle devient présentatrice du journal du matin et du midi sur KIMT-TV, une succursale de CBS Television Studios situé à Mason City après avoir travaillé pour KGAN-TV à Cedar Rapids puis pour KSAX-TV à Alexandria.

## Disparition
La veille de sa disparition, elle participe à un tournoi de golf. Selon John Vansice, un habitant de Mason City, elle s'est ensuite rendue chez lui pour voir une cassette vidéo maison d'une fête d'anniversaire qu'il avait arrangée pour elle au début du mois. Il est considéré comme la dernière personne à l'avoir vue.
Vers 4 h du matin le mardi 27 juin 1995, la productrice de KIMT, Amy Kuns, remarque que Jodi Huisentruit ne s'est pas présentée au travail comme prévu et décide de lui passer un coup de fil. Lorsqu'elle répond, Jodi explique qu'elle a trop dormi et qu'elle se prépare à partir. Ne la voyant pas arriver à 6 h, Kuns la remplace pour présenter l'émission matinale Daybreak. Vers 7 h, le personnel de KIMT contacte la police.
Lorsque les policiers arrivent à l'appartement de Jodi Huisentruit, ils trouvent sa Mazda Miata rouge dans le parking, ainsi que d'autres preuves suggérant qu'une lutte a eu lieu près de sa voiture. Ses objets personnels, y compris une clé de voiture, des chaussures, son portefeuille et un sèche-cheveux sont éparpillés dans la zone, et la police signale avoir récupéré une empreinte de paume non identifiée sur son véhicule,.

## Enquête
Les enquêteurs interrogent au moins trois voisins dans le complexe d'appartements de Jodi Huisentruit, qui disent avoir entendu des cris à peu près au moment où elle serait probablement partie travailler,. De plus, un voisin rapporte avoir vu une camionnette blanche garée avec ses phares allumés et le moteur en marche dans le parking à peu près au même moment. La camionnette n'a jamais été retrouvée.
En septembre 1995, la famille de Jodi Huisentruit embauche les détectives privés de McCarthy & Associates Investigative Services, Inc. (MAIS) à Minneapolis, Minnesota, qui à leur tour font appel à l'enquêteur Doug Jasa basé à Omaha (Nebraska). McCarthy et Jasa apparaissent dans plusieurs émissions de télévision nationales, dont America's Most Wanted et Les Enquêtes extraordinaires. En novembre 1995, eux et des membres de la famille de Jodi Huisentruit se rendent à Los Angeles, en Californie, pour rencontrer trois médiums éminents. Cette réunion est télévisée et sert de pilote pour l'émission de télévision Psychic Detectives. Bien que chaque émission ait généré plusieurs pistes, aucune n'a abouti à des preuves concrètes ou à l'identification d'un suspect.
En mai 1996, une centaine de volontaires fouillent une zone du comté de Cerro Gordo et laisse des drapeaux pour marquer tout ce qui semble suspect. Chacun de ces sites est ensuite réexaminé par les forces de l'ordre, mais aucune preuve prometteuse n'a été trouvée. La police et les enquêteurs privés mènent plus de 1 000 entretiens, mais aucun n'aboutit à la découverte de preuves concluantes pointant vers un suspect. Jodi Huisentruit est déclarée légalement morte en mai 2001.
Début juin 2008, des photocopies des 84 pages du journal personnel de Jodi Huisentruit sont envoyées de manière anonyme à un journal local. Le Globe Gazette à Mason City le reçoit dans une grande enveloppe sans adresse de retour et un cachet de la poste datant du 4 juin et provenant de Waterloo. Le journal d'origine est conservé par les forces de l'ordre depuis le début de l'enquête. Au bout de quelques jours, la police de Mason City annonce que l'expéditeur s'est présenté et a été identifié comme étant l'épouse de l'ancien chef de police de Mason City. Tout en notant que l'ancien chef avait emporté un exemplaire du journal à la maison lorsqu'il a quitté ses fonctions, la police ne donne aucun motif pour expliquer pourquoi la femme l'avait envoyé au journal.
En mai 2015, les 100 membres de la Chambre des représentants de l'Iowa signent une lettre demandant à Mason City de déclarer le 27 juin 2015 Journée Jodi Huisentruit en l'honneur de sa mémoire et de celle de toutes les victimes de cas non résolus mais la proposition est rejetée. Dans un article d'opinion publié en décembre 2016 pour The N'West Iowa Review, le représentant à la retraite de l'État, John Kooiker, du comté de Sioux, décrit son expérience avec l'affaire en tant que membre du comité de sécurité publique de l'Iowa State House et suggère une dissimulation d'informations par des responsables de Mason City.
En mars 2017, un mandat de perquisition est exécuté contre John Vansice, pour récupérer les données GPS pour deux de ses véhicules.

## Dans la culture populaire
En 2020, sa disparition fait l'objet d'un épisode de deux heures de Up and Vanished de la chaîne Oxygen et un autre est diffusé par 48 Hours sur CBS en décembre 2019. Elle avait déjà fait l'objet d'un documentaire d'Investigation Discovery en 2013 et son ancien collègue de KIMT, Brian Mastre, a tourné également un documentaire de 30 min lors des 20 ans de sa disparition. En 2004 aussi, un épisode de 20/20 sur ABC Studios s'est intéressée à son cas.
Un livre, publié en 2011 par Beth Bednar et intitulé Dead Air: The Disappearance of Jodi Huisentruit, s’intéresse également à l'affaire. En 2018, Dora Mason publie Finding Jodi: The Mysterious Disappearance of Jodi Huisentruit.